# شاشة التلقين

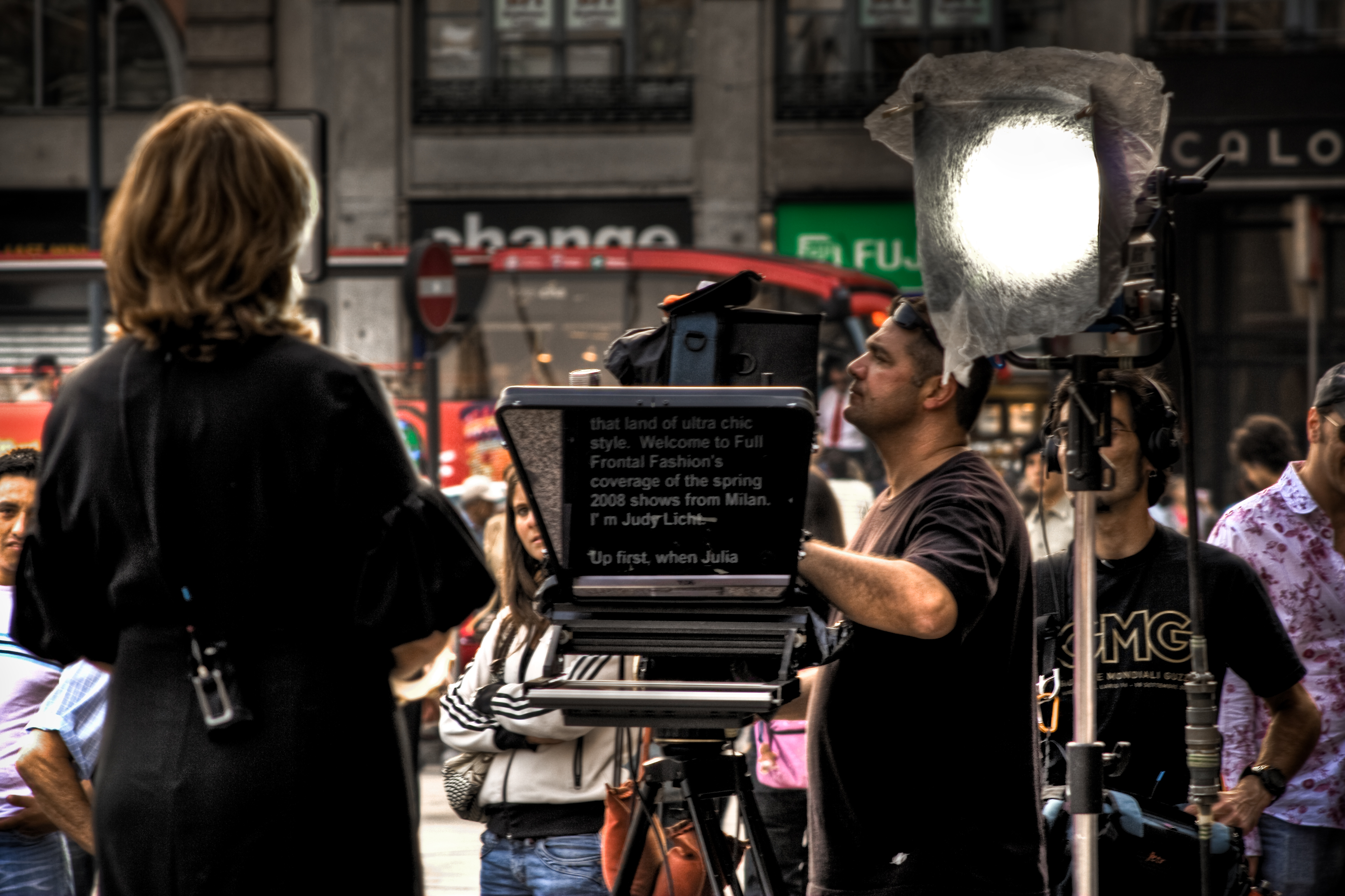
الجهاز في استديو التلفزيون

شاشات القراءة (بالإنجليزية: Teleprompter)‏ وتعرف أيضا باسم وحدة الإيعاز الآلي (بالإنجليزية: Autocue Unit)‏: يعمل هذا الجهاز على مبدأ أن أقوى نقطة في الكادر التلفزيوني هي عيني المذيع أو مقدم البرامج لأنه تحقق الاتصال بينه وبين المشاهد. في السابق كان المقدم يقرأ ما يريد قوله من ورقة يحملها، الأمر الذي خلق فصلا بالترابط بين هذا المقدم ومتابعيه. كان الأفضل أن يبقي وجهه مرفوعا وكانه يخاطب المشاهد بصورة مستمرة.

## عناصر الجهاز
الجهاز مكون من العناصر التالية:
1. جسم الكاميرا الأساسي

2. عدسة الكاميرا التي ينظر إليها المذيع.

3. شاشة مرتبطة بحاسوب يستخدم برنامجا خاصا لهذه العملية، ويحوي النص الذي على المذيع قراءته، إلا أنه يظهر معكوسا كما في المرآة.

4. مرآة خاصة عاكسة من جهة وشفافة من الجهة الأخرى تركب أمام العدسة بزاوية مقادرها 45° بحيث لا تحجب الصورة عن العدسة فتتمكن من التقاط صورة المذيع.

5. حين ينظر المذيع باتجاه الكاميرا تتمكن العدسة من التقاط صورته

6. ولكنه يرى المرآة التي تعكس الصورة من شاشة القراءة، فتعدل النص أمامه ليتمكن من قراءته.
لابد من تحريك النص متزامنا مع سرعة قراءة المذيع، فإما أن يقوم فني بهذ العملية، أو بناء على إصرار الكثير من قارئي نشرة الأخبار يفضلون أن يتحكموا بأنفسهم بتحريك النص.
قبل تطوير التقنية الرقمية كان هذا الجهاز يعمل يدويا بطباعة النص على ملفات ورق خاص وتحرك يدويا. وقبل ذلك كانت تكتب الكلمات لبعض المذيعين على ألواح كبيرة من الورق المقوى ويقف أحد المساعدين خلف الكاميرا تقريبا في زاوية يتمكن المذيع من مشاهدة اللوحات، ويقوم برفعها الواحدة تلو الأخرى.

## خدمات علىالشابكة(الإنترنت )
وتقدم هذه الخدمة الآن عبر الشابكة (الإنترنت) دون الحاجة إلى شراء أية برامج حاسوب  كما توجد مواقع تبين كيفية صناعة الجهاز دون الحاجة إلى شرائه بأسعار باهظة 

## استخدامها في الخطابة

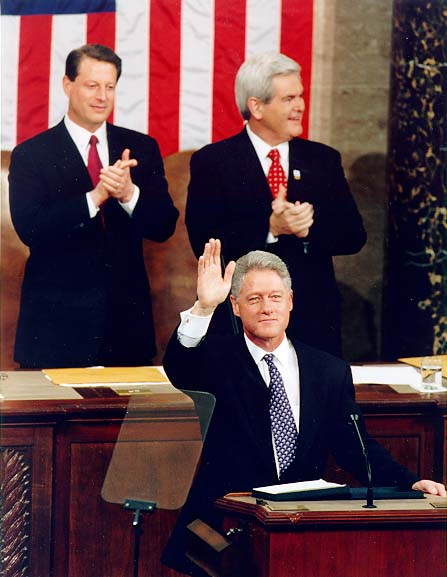
الرئيس بيل كلينتون بعض إحدى خطبه - لاحظ اللوحة الزجاجية أمامه

وقد تنبه الكثير من السياسيين وكبار الاقتصاديين إلى هذه التقنية فأخذوا يستعملونها في خطبهم. فقد استخدمها الرئيس الأمريكي بيل كلينتون بالرغم من عدم حبه لاستخدامها لأنه يفضل التلقائية في الكلام، كما استعملها الرئيس جورج بوش وغيرهم الكثير. إلا أن الرئيس حين يخاطب جمعا كبيرا عليه أن يلتفت يمنة ويسرة، ولهذا يحاط بأربعة من هذه الأجهزة أو أكثر ليستمر بقراءته أينما التفت دون انقطاع وليكون تأثير كلماته مؤثرا على مستمعيه. إلا أن هذا يقتضي تدريبا مسبقا حتى يعتاد هذه التقنية. ولكن لابد من الاحتياط لاحتمالية تعطل هذا الجهاز إما بأن تكون نسخة مطبوعة أمام مستخدم هذا الجهاز ليقرأ منها أو أن يستمر بخطابه بما تجود عليه بها نفسه. في حالة الخطب السياسية فإن الجهاز لا يوصل بالكاميرات وإنما يركب على حامل، ولا يرى الحضور إلا لوحة زجاجية أمام الرئيس.
هذا الجهاز لا يستغنى عنه في استديو المرناة خصوصا استديو الأخبار.

## مواقع خارجية
- فيلم فيديو حول تعطل الجهاز والمذيعين على الهواء